# ビーチサンダル

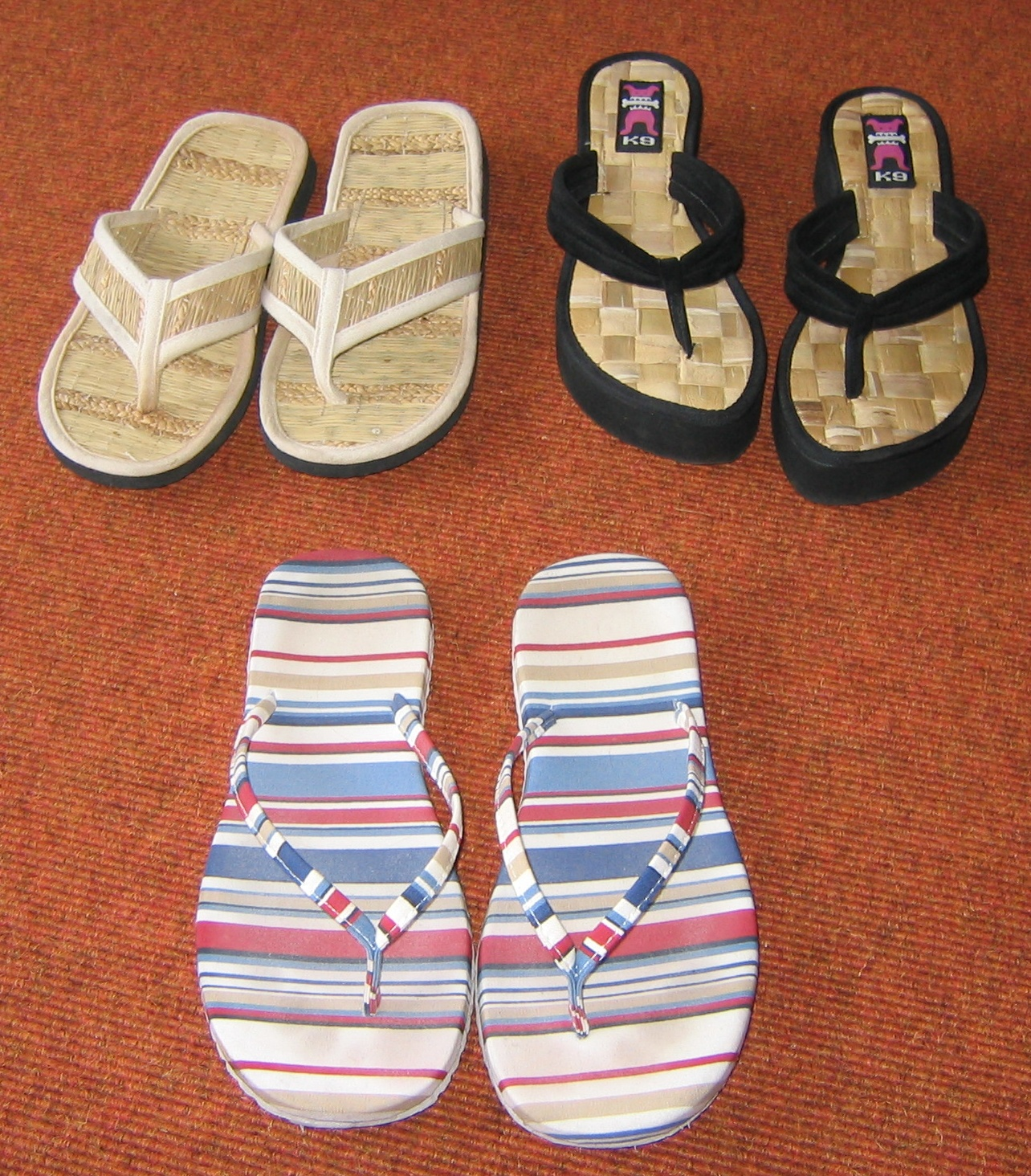
ビーチサンダル

ビーチサンダルとは、水濡れに強い素材のサンダル型の履物のこと。通常は素足に着用する。日本においては鼻緒を有する草履型のものを指すことが多い。略して「ビーサン」「ゴム草履（ぞうり）」あるいは単に「ぞうり」と呼ばれるときもある。

## 概要
一般的にゴム製の底と、ゴム、ビニール、プラスチック、布などでできた鼻緒あるいはストラップなどで構成される。鼻緒を指で挟んで歩くのは同じだが、日本古来の草履と異なり左右の別があるものが多い。日本で発明された履物であるが、現在では国外でも熱帯地方や夏場のファッションとして広がっている。
日本において、ゴム製の草履は第二次世界大戦前からあり、明治末期から大正、昭和初期にかけて普及し、ハワイの日系移民向けに輸出もされていたが、現在のビーチサンダルの原型となる商品は1952年（昭和27年）にアメリカ人工業デザイナーのレイ・パスティンと内外ゴムの技術者生田庄太郎によって開発された。内外ゴム社史によると、敗戦日本の復興支援のため来日していたパスティンは、日本の草履なら履いて浜辺（ビーチ）を歩いても蒸れず、砂の払い落としや脱着もしやすいと考え、デザインや素材（クッション性のあるソールやゴム製鼻緒）の完全を日本の草履・下駄会社に持ち掛けたが門前払いが多く、軽い独立気泡性スポンジのゴムを開発していた内外ゴムが引き受けた。同社はアメリカ人の足型に合わせた「ビーチウォーク」を製品化してハワイへの輸出を1953年を開始し、1.95ドルで販売され、1カ月で10万足が売れた。足の甲が高い日本人向けの「ブルーダイヤ」も1955年発売した。
日本では、1955年に内外ゴムで作られたビーチサンダルを神奈川県三浦郡葉山町にある「げんべい商店」が小売店で初めて販売。
英語では「フリップフロップ Flip-flops」（歩く時のパタパタという擬音から）、「トング Thongs」（鼻緒の意）、「ビーチコマー Beachcomber」（海岸を歩いて落ちているものなどを拾う人の意）。ギリシャやペルーでは「サヨナラ」、トルコでは「トーキョー」、ポーランドでは「ヤポンキ」（日本人女性）など日本に関連付けた呼び名がある。
高価なものでも数千円程度で、履物店以外でも雑貨店や100円ショップ、海の家や海岸沿いのコンビニエンスストアなどでも販売されている。海水浴やプールで用いられることが多いが、普段履きとして愛用する人も少なくない。下駄よりも歩きやすく、イグサの草履よりも手軽であるため、浴衣や甚平にビーチサンダルをあわせる場合もある。
ビーチサンダルは、全体的に柔らかいため土踏まず部分の強度に欠けること、また、側面部は外部に露出することから、爪先の打撲、足首の捻挫、骨折といった足のトラブルを招きやすいため、使用には注意が必要である。

## 各地でのビーチサンダルの文化
沖縄県ではゴムぞうりのことを島ぞうりと呼び、通勤通学以外は常に島ぞうりを履くという人も多い。今風のビーチサンダルも多く売られているが、昔ながらの島ぞうりの人気は根強い。島ぞうりは白い部分に彫刻すると下の色の部分が絵柄になるため、沖縄土産としてハイビスカスや波などの模様を彫ったものがある。
和歌山県の方言では「水雪駄」と呼ばれる。
1970年代以降はビルケンシュトックなどの海外ブランドが鼻緒を有する日本式のサンダルを商品化し、これがハワイのサーファーなどに愛好されたことから、世界各地でも広く認識されるようになった。

## その他
鼻緒付きの履物が健康によいとされることから、靴の代わりにビーチサンダルを指定の履物にする幼稚園・保育園・小学校もある。はだし教育の一環としてでもある。